# Arnaud De Lie
Arnaud De Lie (Lescheret, 16 maart 2002) is een Belgisch wielrenner die in 2022 prof werd bij Lotto Soudal.

## Carrière

### Jeugd
De Lie werd Belgisch kampioen bij de junioren en won een bronzen medaille op het Europees kampioenschap. Bij de junioren won hij ook enkele prominente wedstrijden zoals de Omloop het Nieuwsblad en La Philippe Gilbert. De Lie reed in 2021 voor de belofteploeg van Lotto Soudal maar wist in enkele kleinere wedstrijden al te winnen. Hij won etappes in de Ronde van de Elzas, Ronde van Zuid-Bohemen en Circuit des Ardennes.

### 2022
In 2022 maakte hij dan zijn profdebuut waar hij de Trofeo Playa de Palma won. Op zes maart klopte hij in een sprint Dries De Bondt en Hugo Hofstetter en won zo de Grote Prijs Jean-Pierre Monseré. Op twee april weet hij zijn derde overwinning te behalen in de Volta Limburg Classic. Op 29 mei behaald hij na een massasprint de overwinning in de Grote Prijs Marcel Kint. Op 4 juni behaalde hij zijn vijfde overwinning van het seizoen na een sprint in de Heistse Pijl voor Mark Cavendish. Later in het jaar volgde nog de Ronde van Limburg, een etappe in de Ronde van Wallonië, de Schaal Sels en Egmont Cycling Race.

### 2023
Ook begin 2023 toonde De Lie zijn sprinterskwaliteiten met overwinningen in de Clàssica Comunitat Valenciana, de eerste en derde etappe van de Ster van Bessèges. Er volgde nadien een tweede plaats in de Omloop Het Nieuwsblad, een zevende plaats in Kuurne-Brussel-Kuurne, zesde in Dwars door Vlaanderen en zevende in Brabantse Pijl. Op 6 mei 2023 won hij opnieuw ditmaal de Grote Prijs van Plumelec waar hij de sprint won voor Romain Grégoire en Rasmus Tiller.
Zijn eerste UCI World Tour zege behaalde De Lie op 8 september op Canadese bodem. Hij won, al sprintend, de Grote Prijs van Quebec, andere renners op het podium waren Corbin Strong en Michael Matthews. Nadien volgde nog zeges in Circuit Franco-Belge en Famenne Ardenne Classic in deze laatste won hij ondanks dat hij uit zijn klikpedaal schoot.

### 2024
Het seizoen 2024 begon voor De Lie in Spanje, als voorbereiding op het Vlaamse voorjaar. In de Clásica de Almería sprintte hij naar de vierde plaats. Twee andere twee koersen reed hij niet uit. Twee weken later stond hij aan de start van de Omloop Het Nieuwsblad, waar hij in de finale deel uitmaakte van een kopgroep met daarin onder andere Wout van Aert en Tom Pidcock. Nadat die groep werd teruggepakt door het peloton, sprintte De Lie nog naar de tiende plek. In het voorjaar van 2024 lukte het Van Lie niet in het voorplan te treden bij klassiekers. Drie dagen later reed hij Le Samyn, waar hij op dertig kilometer voor de finish viel en boos opgaf. Later die week startte hij nog wel in Parijs-Nice, maar na drie etappes werd besloten dat hij ook daar zou opgeven. Vanwege de klachten na zijn val in Le Samyn werd besloten dat De Lie niet zou starten in Milaan-Sanremo en in plaats daarvan een alternatief programma zou rijden in aanloop naar de Ronde van Vlaanderen. In de GP Denain kwam De Lie in de finale wederom ten val, maar eindigde op de vierde plek. Een dag later sprintte hij naar de vijfde plaats in de Bredene Koksijde Classic. In zowel de E3 Saxo Classic als Gent-Wevelgem, de laatste tests voor de Ronde van Vlaanderen, kwam De Lie niet goed voor de dag. Daags na Gent-Wevelgem maakte de ploeg bekend dat De Lie niet zou starten in Vlaanderens Mooiste en Parijs-Roubaix. Diezelfde week werd bekend dat hij leed aan de ziekte van Lyme, wat een mogelijke verklaring van zijn mindere prestaties was, en aan een antibioticakuur was begonnen. Eind april maakte hij zijn rentree in de Famenne Ardenne Classic, de koers die hij in oktober van het jaar ervoor nog had gewonnen. De Lie hield zich gedurende de wedstrijd koest in het peloton, waarna hij de sprint won voor Axel Zingle en Maxim Van Gils. Het betekende zijn eerste zege van het seizoen.
Begin mei 2024 won hij de Tro Bro Léon ondanks dat hij twee keer lek reed. Een paar dagen later won hij in de Circuit de Wallonie. In juni werd hij Belgisch kampioen nadat hij in de sprint Jasper Philipsen en Jordi Meeus klopte. Later op het jaar volgde nog het eind en jongerenklassement in de Ronde van Denemarken, een etappe in de Renewi Tour en Binche-Chimay-Binche.

### 2025
De Lie startte zijn seizoen in de Ster van Bessèges waar hij de derde etappe won die ontregeld werd nadat meerdere ploegen opstapten nadat een auto op het parcours belande. Van de Lotto-ploeg reden enkel De Lie en zijn Franse ploeggenoot Baptiste Veistroffer verder.

## Overwinningen
2021 - 6 zeges
- GP Color Code
- 2e en 5e etappe Ronde van de Elzas
- 2e etappe Ronde van Zuid-Bohemen
- Eindklassement Ronde van Zuid-Bohemen
- 2e etappe Circuit des Ardennes

2022 - 9 zeges
- Trofeo Playa de Palma
- Grote Prijs Jean-Pierre Monseré
- Volta Limburg Classic
- Grote Prijs Marcel Kint
- Heistse Pijl
- Ronde van Limburg
- 3e etappe Ronde van Wallonië
- Schaal Sels
- Egmont Cycling Race

2023 - 10 zeges
- Clàssica Comunitat Valenciana
- 1e en 3e etappe Ster van Bessèges
- Puntenklassement Ster van Bessèges
- Grote Prijs van Plumelec
- 2e etappe Ronde van Wallonië
- Polynormande
- Tour of Leuven - Memorial Jef Scherens
- Punten- en jongerenklassement Renewi Tour
- Grote Prijs van Quebec
- Circuit Franco-Belge
- Famenne Ardenne Classic

2024 - 6 zeges
- Famenne Ardenne Classic
- Tro-Bro Léon
- Circuit de Wallonie
- Belgisch kampioenschap op de weg
- Eind- en jongerenklassement Ronde van Denemarken
- 5e etappe Renewi Tour
- Binche-Chimay-Binche

2025 - 1 zege
- 3e etappe Ster van Bessèges

Totaal: 31 zeges (waarvan 25 individuele UCI-zeges)

## Resultaten in voornaamste wedstrijden
| Jaar | Ronde van Italië | Ronde van Frankrijk | Ronde van Spanje |
| ---- | ---------------- | ------------------- | ---------------- |
| 2022 |                  |                     |                  |
| 2023 |                  |                     |                  |
| 2024 |                  | 119e                |                  |
| 2025 |                  | 142e                |                  |

| Jaar | Milaan-San Remo | Gent-Wevelgem | Parijs-Roubaix | Omloop Het Nieuwsblad | Kuurne-Brussel-Kuurne | Parijs-Tours |  | Wereldranglijsten |
| ---- | --------------- | ------------- | -------------- | --------------------- | --------------------- | ------------ |  | ----------------- |
| 2022 |                 | 48e           |                |                       |                       | opgave       |  | 6e (UWR)          |
| 2023 | 95e             | 42e           | 50e            | ↑                     | 7e                    | opgave       |  | 14e (UWR)         |
| 2024 |                 | 90e           |                | 10e                   |                       | 7e           |  | 15e (UWR)         |
| 2025 |                 | opgave        |                | 86e                   |                       |              |  |                   |

## Ploegen
- 2022 −  Lotto Soudal
- 2023 −  Lotto Dstny
- 2024 –  Lotto Dstny
- 2025 –  Lotto

Barbero (vanaf 1/5) · Beullens · Campenaerts · Conca · Cras · De Buyst · De Gendt · De Lie · Drizners · Ewan · Frison · Gilbert · Grignard · Holmes · Janse van Rensburg (vanaf 1/5) · Kluge · Kron · Małecki · Moniquet · Schwarzmann · Selig · Sweeny · Van Gils · Van Moer · Vanhoucke · Vermeersch · Verschaeve · Vervloesem · Wellens
Adamietz · Beullens · Campenaerts · De Buyst · De Gendt · De Lie · Drizners · Eenkhoorn · Ewan · Frison · Grignard · Guarnieri · Kron · Livyns · Menten · Moniquet · Paasschens · Schwarzmann · Segaert (vanaf 24/2) · Selig · Sepúlveda · Slock · Sweeny · Van de Paar · Van Eetvelt · Van Gils · Van Moer · Vanhoucke (vanaf 15/8) · Vermeersch
Adamietz · Berckmoes · Beullens · Campenaerts · Currie · De Buyst · De Gendt · De Lie · Drizners · Eenkhoorn · Gregaard · Grignard · Guarnieri · Kron · Livyns · Menten · Moniquet · Paasschens · Segaert · Taminiaux · Sepúlveda · Slock · Vandenabeele · Van de Paar · Van Eetvelt · Van Gils · Van Moer · Vanhoucke · Vermeersch